# Eric Murray
Eric Gordon Murray (Hastings, 6 mei 1982) is een voormalig Nieuw-Zeelands roeier. Murray maakte zijn debuut tijdens de Wereldkampioenschappen roeien 2003 in de niet Olympische vier-met-stuurman met een vijfde plaats. Een jaar later maakte Murray voor de eerste keer zijn opwachting tijdens de Olympische Zomerspelen 2004 en behaalde de vijfde plaats in de vier-zonder-stuurman. Drie jaar later won Murray zijn eerste wereldtitel tijdens de Wereldkampioenschappen roeien 2007 in de vier-zonder-stuurman. Een jaar later behaalde Murray de zevende plaats tijdens de Olympische Zomerspelen 2008 in de vier-zonder-stuurman. Murray maakte samen met Hamish Bond de overstap naar de twee-zonder-stuurman, samen domineerden zij deze klasse in de periode van 2009 tot en met Olympische Zomerspelen 2016. In deze periode bleven zij ongeslagen en wonnen zes wereldtitels, twee Olympische titels en nog een wereldtitel in de twee-met-stuurman tijdens de Wereldkampioenschappen roeien 2014.

## Resultaten
- Wereldkampioenschappen roeien 2003 in Milaan 5e in de vier-met-stuurman
- Olympische Zomerspelen 2004 in Athene 5e in de vier-zonder-stuurman
- Wereldkampioenschappen roeien 2005 in Kaizu 6e in de vier-zonder-stuurman
- Wereldkampioenschappen roeien 2006 in Eton 9e in de vier-zonder-stuurman
- Wereldkampioenschappen roeien 2007 in München  in de vier-zonder-stuurman
- Olympische Zomerspelen 2008 in Peking 7e in de vier-zonder-stuurman
- Wereldkampioenschappen roeien 2009 in Poznań  in de twee-zonder-stuurman
- Wereldkampioenschappen roeien 2010 in Cambridge  in de twee-zonder-stuurman
- Wereldkampioenschappen roeien 2011 in Luzern  in de twee-zonder-stuurman
- Olympische Zomerspelen 2012 in Londen  in de twee-zonder-stuurman
- Wereldkampioenschappen roeien 2013 in Chungju  in de twee-zonder-stuurman
- Wereldkampioenschappen roeien 2014 in Amsterdam  in de twee-zonder-stuurman
- Wereldkampioenschappen roeien 2014 in Amsterdam  in de twee-met-stuurman
- Wereldkampioenschappen roeien 2015 in Aiguebelette-le-Lac  in de twee-zonder-stuurman
- Olympische Zomerspelen 2016 in Rio de Janeiro  in de twee-zonder-stuurman

1904: Robert Farnan & Joseph Ryan ·
1908: Reginald Fenning & Gordon Thomson ·
1924: Teun Beijnen & Willy Rösingh ·
1928: Kurt Moeschter & Bruno Müller ·
1932: Lewis Clive & Hugh Edwards ·
1936: Willi Eichhorn & Hugo Strauß ·
1948: Jack Wilson & Ran Laurie ·
1952: Charles Logg & Thomas Price ·
1956: James Fifer & Duvall Hecht ·
1960: Valentin Borejko & Oleg Golovanov ·
1964: George Hungerford & Roger Jackson ·
1968: Jörg Lucke & Heinz-Jürgen Bothe ·
1972: Siegfried Brietzke & Wolfgang Mager ·
1976: Jörg Landvoigt & Bernd Landvoigt ·
1980: Jörg Landvoigt & Bernd Landvoigt ·
1984: Petru Iosub & Valer Toma ·
1988: Andy Holmes & Steve Redgrave ·
1992: Steve Redgrave & Matthew Pinsent ·
1996: Steve Redgrave & Matthew Pinsent ·
2000: Michel Andrieux & Jean-Christophe Rolland ·
2004: Drew Ginn & James Tomkins ·
2008: Drew Ginn & Duncan Free ·
2012: Eric Murray & Hamish Bond ·
2016: Eric Murray & Hamish Bond ·
2020: Martin Sinković & Valent Sinković ·
2024: Martin Sinković & Valent Sinković
- Library of Congress Control Number: no2016072875
- Virtual International Authority File: 18146635453741980799
- WorldCat: E39PBJbGTt9mYx4PwJJCqpDpfq